# Championnat NCAA masculin de basket-ball 1960
Navigation
1959 1961
Le Championnat NCAA de basket-ball 1960 mit aux prises 25 équipes s'affrontant en matchs à élimination directe jusqu'au Final Four qui se tint à Daly City (Californie). Les Buckeyes d'Ohio State s'imposent en finale face aux Golden Bears de la Californie sur le score de 75 à 55.
Jerry Lucas, d'Ohio State, est désigné meilleur joueur du tournoi NCAA, ou Most Outstanding Player.

## Organisation du tournoi

### Villes hôtes
| \| New York Lexington Chicago Corvallis Provo Charlotte Louisville Manhattan Seattle San Francisco \| Localisation des villes hôtes du tournoi final du championnat NCAA de basket-ball 1960 |
| New York Lexington Chicago Corvallis Provo Charlotte Louisville Manhattan Seattle San Francisco                                                                                              |

| Tour        | Région     | Ville         | État             | Salle                  | Université hôte                            |
| ----------- | ---------- | ------------- | ---------------- | ---------------------- | ------------------------------------------ |
| First Round | Est        | New York      | New York         | Madison Square Garden  | Université de Saint John                   |
| First Round | Mideast    | Lexington     | Kentucky         | Memorial Coliseum      | Université du Kentucky                     |
| First Round | Midwest    | Chicago       | Illinois         | Alumni Hall            | Université DePaul                          |
| First Round | Ouest      | Corvallis     | Oregon           | Oregon State Coliseum  | Université d'État de l'Oregon              |
| First Round | Ouest      | Provo         | Utah             | Smith Fieldhouse       | Université Brigham Young                   |
| Regionals   | Est        | Charlotte     | Caroline du Nord | Charlotte Coliseum     | Université de Caroline du Nord à Charlotte |
| Regionals   | Mideast    | Louisville    | Kentucky         | Freedom Hall           | Université de Louisville                   |
| Regionals   | Midwest    | Manhattan     | Kansas           | Ahearn Field House     | Université d'État du Kansas                |
| Regionals   | Ouest      | Seattle       | Washington       | Hec Edmundson Pavilion | Université de Washington                   |
| Final Four  | Final Four | San Francisco | Californie       | Cow Palace             | Université de San Francisco                |

### Équipes qualifiées
| Université                              | Localisation                      | Équipe         | Manager         | Dernière participation | Qualification                                 | Saison régulière | Saison régulière |
| Université                              | Localisation                      | Équipe         | Manager         | Dernière participation | Qualification                                 | Conférence       | Total            |
| Est                                     | Est                               | Est            | Est             | Est                    | Est                                           | Est              | Est              |
| --------------------------------------- | --------------------------------- | -------------- | --------------- | ---------------------- | --------------------------------------------- | ---------------- | ---------------- |
| Université du Connecticut               | Storrs (Connecticut)              | Huskies        | Hugh Greer      | 1959                   | Vainqueur de l'YC                             | 8-2              | 17-9             |
| Université Duke                         | Durham (Caroline du Nord)         | Blue Devils    | Vic Bubas       | 1955                   | Vainqueur de l'ACC                            | 7-7              | 17-11            |
| Académie navale d'Annapolis             | Annapolis (Maryland)              | Midshipmen     | Ben Carnevale   | 1959                   | Indépendant                                   | Indépendant      | 16-6             |
| Université de New York                  | New York (New York)               | Violets        | Lou Rossini     | 1946                   | Vainqueur de la MNYFC                         | 4-0              | 22-5             |
| Université de Princeton                 | Princeton (New Jersey)            | Tigers         | Franklin Cappon | 1955                   | Vainqueur de la saison régulière d'Ivy League | 11-3             | 15-9             |
| Université Saint-Joseph de Philadelphie | Philadelphie (Pennsylvanie)       | Hawks          | Jack Ramsay     | 1959                   | Vainqueur de la saison régulière des MAC      | 7-1              | 20-7             |
| Université de Virginie-Occidentale      | Morgantown (Virginie-Occidentale) | Mountaineers   | Fred Schaus     | 1959                   | Vainqueur de la SoCon                         | 9-2              | 26-5             |
| Mideast                                 |                                   |                |                 |                        |                                               |                  |                  |
| Georgia Institute of Technology         | Atlanta (Géorgie)                 | Yellow Jackets | John Hyder      | -                      | 2e de la saison régulière de la SEC           | 11-3             | 22-6             |
| Université de Miami                     | Coral Gables (Floride)            | Hurricanes     | Bruce Hale      | -                      | Indépendant                                   | Indépendant      | 23-4             |
| Université Notre-Dame-du-Lac            | South Bend (Indiana)              | Fighting Irish | John Jordan     | 1958                   | Indépendant                                   | Indépendant      | 17-9             |
| Université de l'Ohio                    | Athens (Ohio)                     | Bobcats        | Jim Snyder      | -                      | Vainqueur de la saison régulière de la MAC    | 10-2             | 16-8             |
| Université d'État de l'Ohio             | Columbus (Ohio)                   | Buckeyes       | Fred Taylor     | 1950                   | Vainqueur de la saison régulière de la B1G    | 13-1             | 25-3             |
| Université de Western Kentucky          | Bowling Green (Kentucky)          | Hilltoppers    | Edgar Diddle    | 1940                   | Vainqueur de la saison régulière de l'OVC     | 10-2             | 21-7             |
| Midwest                                 |                                   |                |                 |                        |                                               |                  |                  |
| Académie de l'US Air Force              | Colorado Springs (Colorado)       | Falcons        | Bob Spear       | -                      | Indépendant                                   | Indépendant      | 12-10            |
| Université de Cincinnati                | Cincinnati (Ohio)                 | Bearcats       | George Smith    | 1959                   | Vainqueur de la saison régulière de MVC       | 13-1             | 28-2             |
| Université DePaul                       | Chicago (Illinois)                | Blue Demons    | Ray Meyer       | 1959                   | Indépendant                                   | Indépendant      | 17-7             |
| Université du Kansas                    | Lawrence (Kansas)                 | Jayhawks       | Dick Harp       | 1957                   | Co-vainqueur de la saison régulière de Big 8  | 10-4             | 19-9             |
| Université du Texas à Austin            | Austin (Texas)                    | Longhorns      | Harold Bradley  | 1947                   | Vainqueur de la saison régulière de SWC       | 11-3             | 18-8             |
| Ouest                                   |                                   |                |                 |                        |                                               |                  |                  |
| Université de Californie à Berkeley     | Berkeley (Californie)             | Golden Bears   | Pete Newell     | 1959                   | Vainqueur de la saison régulière de AAWU      | 11-1             | 28-2             |
| Université d'État de l'Idaho            | Pocatello (Idaho)                 | Bengals        | John Evans      | 1959                   | Indépendant                                   | Indépendant      | 21-5             |
| Université d'État du Nouveau-Mexique    | Las Cruces (Nouveau-Mexique)      | Aggies         | Presley Askew   | 1959                   | Vainqueur de la saison régulière de la BIAA   | 8-2              | 20-7             |
| Université de l'Oregon                  | Eugene (Oregon)                   | Ducks          | Steve Belko     | 1945                   | Indépendant                                   | Indépendant      | 19-10            |
| Université de Santa Clara               | Santa Clara (Californie)          | Broncos        | Bob Feerick     | 1954                   | Vainqueur de la saison régulière du WCAC      | 9-3              | 21-10            |
| Université de Californie du Sud         | Los Angeles (Californie)          | Trojans        | Forrest Twogood | 1954                   | 3e d'AAWU                                     | 5-7              | 16-11            |
| Université de l'Utah                    | Salt Lake City (Utah)             | Utes           | Jack Gardner    | 1959                   | Vainqueur de la saison régulière de MSAC      | 13-1             | 26-3             |

| Huskies Blue Devils Midshipmen Violets Tigers Hawks Mountaineers Yellow Jackets Hurricanes Fighting Irish Bobcats Buckeyes Hilltoppers Falcons Bearcats Blue Demons Jayhawks Longhorns Golden Bears Bengals Aggies Ducks Broncos Trojans Utes |

| - Ouest | - Midwest | - Mideast | - Est |

## Compétition

### Est
|  | Quarts de finale                        | Quarts de finale                        | Quarts de finale      | Quarts de finale      |                                         |                                         | Demi-finales          | Demi-finales          | Demi-finales                  | Demi-finales                  |                                         |                                         | Finale                 | Finale                 | Finale                 | Finale                 |
|  |                                         |                                         |                       |                       |                                         |                                         |                       |                       |                               |                               |                                         |                                         |                        |                        |                        |                        |
|  | le 8 mars à New York                    | le 8 mars à New York                    | le 8 mars à New York  | le 8 mars à New York  |                                         |                                         | le 11 mars à New York | le 11 mars à New York | le 11 mars à New York         | le 11 mars à New York         |                                         |                                         | le 12 mars à Charlotte | le 12 mars à Charlotte | le 12 mars à Charlotte | le 12 mars à Charlotte |
|  | le 8 mars à New York                    | le 8 mars à New York                    | le 8 mars à New York  | le 8 mars à New York  |                                         |                                         | le 11 mars à New York | le 11 mars à New York | le 11 mars à New York         | le 11 mars à New York         |                                         |                                         | le 12 mars à Charlotte | le 12 mars à Charlotte | le 12 mars à Charlotte | le 12 mars à Charlotte |
|  | Blue Devils de Duke                     | Blue Devils de Duke                     | 84                    | 84                    |                                         |                                         | le 11 mars à New York | le 11 mars à New York | le 11 mars à New York         | le 11 mars à New York         |                                         |                                         | le 12 mars à Charlotte | le 12 mars à Charlotte | le 12 mars à Charlotte | le 12 mars à Charlotte |
|  | Blue Devils de Duke                     | Blue Devils de Duke                     | 84                    | 84                    |                                         |                                         | le 11 mars à New York | le 11 mars à New York | le 11 mars à New York         | le 11 mars à New York         |                                         |                                         | le 12 mars à Charlotte | le 12 mars à Charlotte | le 12 mars à Charlotte | le 12 mars à Charlotte |
|  | Tigers de Princeton                     | Tigers de Princeton                     | 60                    | 60                    |                                         |                                         | le 11 mars à New York | le 11 mars à New York | le 11 mars à New York         | le 11 mars à New York         |                                         |                                         | le 12 mars à Charlotte | le 12 mars à Charlotte | le 12 mars à Charlotte | le 12 mars à Charlotte |
|  | Tigers de Princeton                     | Tigers de Princeton                     | 60                    | 60                    | Blue Devils de Duke                     | Blue Devils de Duke                     | 58                    | 58                    |                               |                               |                                         |                                         | le 12 mars à Charlotte | le 12 mars à Charlotte | le 12 mars à Charlotte | le 12 mars à Charlotte |
|  |                                         |                                         |                       |                       | Blue Devils de Duke                     | Blue Devils de Duke                     | 58                    | 58                    |                               |                               |                                         |                                         | le 12 mars à Charlotte | le 12 mars à Charlotte | le 12 mars à Charlotte | le 12 mars à Charlotte |
|  |                                         |                                         | Hawks de Saint-Joseph | Hawks de Saint-Joseph | 56                                      | 56                                      |                       |                       |                               |                               |                                         |                                         | le 12 mars à Charlotte | le 12 mars à Charlotte | le 12 mars à Charlotte | le 12 mars à Charlotte |
|  |                                         |                                         |                       |                       | 56                                      | 56                                      |                       |                       |                               |                               |                                         |                                         | le 12 mars à Charlotte | le 12 mars à Charlotte | le 12 mars à Charlotte | le 12 mars à Charlotte |
|  |                                         | le 11 mars à Charlotte                  |                       |                       |                                         |                                         |                       |                       |                               |                               |                                         |                                         | le 12 mars à Charlotte | le 12 mars à Charlotte | le 12 mars à Charlotte | le 12 mars à Charlotte |
|  |                                         |                                         |                       |                       |                                         |                                         |                       |                       |                               |                               |                                         |                                         | le 12 mars à Charlotte | le 12 mars à Charlotte | le 12 mars à Charlotte | le 12 mars à Charlotte |
|  | Blue Devils de Duke                     | Blue Devils de Duke                     | 59                    | 59                    |                                         |                                         |                       |                       |                               |                               |                                         |                                         |                        |                        |                        |                        |
|  | Blue Devils de Duke                     | Blue Devils de Duke                     | 59                    | 59                    | le 8 mars à New York                    |                                         |                       |                       |                               |                               |                                         |                                         |                        |                        |                        |                        |
|  |                                         |                                         | Violets de NYU        | Violets de NYU        | 74                                      | 74                                      |                       |                       |                               |                               |                                         |                                         |                        |                        |                        |                        |
|  | Mountaineers de la Virginie-Occidentale | Mountaineers de la Virginie-Occidentale | Violets de NYU        | Violets de NYU        | 74                                      | 74                                      | 94                    | 94                    |                               |                               |                                         |                                         |                        |                        |                        |                        |
|  | Mountaineers de la Virginie-Occidentale | Mountaineers de la Virginie-Occidentale |                       |                       |                                         |                                         |                       |                       |                               |                               |                                         |                                         |                        |                        |                        |                        |
|  | Midshipmen de la Navy                   | Midshipmen de la Navy                   | 86                    | 86                    |                                         |                                         |                       |                       |                               |                               |                                         |                                         |                        |                        |                        |                        |
|  | Midshipmen de la Navy                   | Midshipmen de la Navy                   | 86                    | 86                    | Mountaineers de la Virginie-Occidentale | Mountaineers de la Virginie-Occidentale | 81                    | 81                    | Match pour la troisième place | Match pour la troisième place | Match pour la troisième place           | Match pour la troisième place           |                        |                        |                        |                        |
|  | le 8 mars à New York                    |                                         |                       |                       | Mountaineers de la Virginie-Occidentale | Mountaineers de la Virginie-Occidentale | 81                    | 81                    | Match pour la troisième place | Match pour la troisième place | Match pour la troisième place           | Match pour la troisième place           |                        |                        |                        |                        |
|  |                                         |                                         | Violets de NYU        | Violets de NYU        | 82                                      | 82                                      |                       |                       | le 12 mars à Charlotte        | le 12 mars à Charlotte        | le 12 mars à Charlotte                  | le 12 mars à Charlotte                  |                        |                        |                        |                        |
|  | Violets de NYU                          | Violets de NYU                          | Violets de NYU        | Violets de NYU        | 82                                      | 82                                      | 78                    | 78                    | le 12 mars à Charlotte        | le 12 mars à Charlotte        | le 12 mars à Charlotte                  | le 12 mars à Charlotte                  |                        |                        |                        |                        |
|  | Violets de NYU                          | Violets de NYU                          |                       |                       |                                         |                                         |                       | 78                    |                               |                               | Mountaineers de la Virginie-Occidentale | Mountaineers de la Virginie-Occidentale | 106                    | 106                    |                        |                        |
|  | Huskies du Connecticut                  | Huskies du Connecticut                  | 59                    | 59                    |                                         |                                         |                       |                       |                               |                               | Mountaineers de la Virginie-Occidentale | Mountaineers de la Virginie-Occidentale | 106                    | 106                    |                        |                        |
|  | Huskies du Connecticut                  | Huskies du Connecticut                  | 59                    | 59                    | Hawks de Saint-Joseph                   | Hawks de Saint-Joseph                   | 100                   | 100                   |                               |                               |                                         |                                         |                        |                        |                        |                        |
|  |                                         |                                         |                       |                       |                                         |                                         |                       |                       |                               |                               |                                         |                                         |                        |                        |                        |                        |

### Mideast
|  | Quarts de finale                | Quarts de finale                | Quarts de finale                | Quarts de finale                |                                |                                | Demi-finales                  | Demi-finales                  | Demi-finales            | Demi-finales            |                                 |                                 | Finale                  | Finale                  | Finale                  | Finale                  |
|  |                                 |                                 |                                 |                                 |                                |                                |                               |                               |                         |                         |                                 |                                 |                         |                         |                         |                         |
|  |                                 |                                 |                                 |                                 |                                |                                | le 11 mars à Louisville       | le 11 mars à Louisville       | le 11 mars à Louisville | le 11 mars à Louisville |                                 |                                 | le 12 mars à Louisville | le 12 mars à Louisville | le 12 mars à Louisville | le 12 mars à Louisville |
|  |                                 |                                 |                                 |                                 |                                |                                | le 11 mars à Louisville       | le 11 mars à Louisville       | le 11 mars à Louisville | le 11 mars à Louisville |                                 |                                 | le 12 mars à Louisville | le 12 mars à Louisville | le 12 mars à Louisville | le 12 mars à Louisville |
|  |                                 |                                 |                                 |                                 |                                |                                | le 11 mars à Louisville       | le 11 mars à Louisville       | le 11 mars à Louisville | le 11 mars à Louisville |                                 |                                 | le 12 mars à Louisville | le 12 mars à Louisville | le 12 mars à Louisville | le 12 mars à Louisville |
|  |                                 |                                 |                                 |                                 |                                |                                | le 11 mars à Louisville       | le 11 mars à Louisville       | le 11 mars à Louisville | le 11 mars à Louisville |                                 |                                 | le 12 mars à Louisville | le 12 mars à Louisville | le 12 mars à Louisville | le 12 mars à Louisville |
|  |                                 |                                 |                                 |                                 |                                |                                | le 11 mars à Louisville       | le 11 mars à Louisville       | le 11 mars à Louisville | le 11 mars à Louisville |                                 |                                 | le 12 mars à Louisville | le 12 mars à Louisville | le 12 mars à Louisville | le 12 mars à Louisville |
|  | Yellow Jackets de Georgia Tech  | Yellow Jackets de Georgia Tech  | 57                              | 57                              |                                |                                |                               |                               |                         |                         |                                 |                                 | le 12 mars à Louisville | le 12 mars à Louisville | le 12 mars à Louisville | le 12 mars à Louisville |
|  | Yellow Jackets de Georgia Tech  | Yellow Jackets de Georgia Tech  | 57                              | 57                              | le 8 mars à Lexington          |                                |                               |                               |                         |                         |                                 |                                 | le 12 mars à Louisville | le 12 mars à Louisville | le 12 mars à Louisville | le 12 mars à Louisville |
|  |                                 |                                 | Bobcats de l'Ohio               | Bobcats de l'Ohio               | 54                             | 54                             |                               |                               |                         |                         |                                 |                                 | le 12 mars à Louisville | le 12 mars à Louisville | le 12 mars à Louisville | le 12 mars à Louisville |
|  | Bobcats de l'Ohio               | Bobcats de l'Ohio               | Bobcats de l'Ohio               | Bobcats de l'Ohio               | 54                             | 54                             | 74                            | 74                            |                         |                         |                                 |                                 | le 12 mars à Louisville | le 12 mars à Louisville | le 12 mars à Louisville | le 12 mars à Louisville |
|  | Bobcats de l'Ohio               | Bobcats de l'Ohio               | le 11 mars à Louisville         |                                 |                                |                                | 74                            | 74                            |                         |                         |                                 |                                 | le 12 mars à Louisville | le 12 mars à Louisville | le 12 mars à Louisville | le 12 mars à Louisville |
|  | Fighting Irish de Notre-Dame    | Fighting Irish de Notre-Dame    | 66                              | 66                              |                                |                                |                               |                               |                         |                         |                                 |                                 | le 12 mars à Louisville | le 12 mars à Louisville | le 12 mars à Louisville | le 12 mars à Louisville |
|  | Fighting Irish de Notre-Dame    | Fighting Irish de Notre-Dame    | 66                              | 66                              | Yellow Jackets de Georgia Tech | Yellow Jackets de Georgia Tech | 69                            | 69                            |                         |                         |                                 |                                 |                         |                         |                         |                         |
|  |                                 |                                 |                                 |                                 | Yellow Jackets de Georgia Tech | Yellow Jackets de Georgia Tech | 69                            | 69                            |                         |                         |                                 |                                 |                         |                         |                         |                         |
|  |                                 |                                 | Buckeyes d'Ohio State           | Buckeyes d'Ohio State           | 86                             | 86                             |                               |                               |                         |                         |                                 |                                 |                         |                         |                         |                         |
|  |                                 |                                 |                                 |                                 | 86                             | 86                             |                               |                               |                         |                         |                                 |                                 |                         |                         |                         |                         |
|  |                                 |                                 |                                 |                                 |                                |                                |                               |                               |                         |                         |                                 |                                 |                         |                         |                         |                         |
|  |                                 |                                 |                                 |                                 |                                |                                |                               |                               |                         |                         |                                 |                                 |                         |                         |                         |                         |
|  | Buckeyes d'Ohio State           | Buckeyes d'Ohio State           | 98                              | 98                              | Match pour la troisième place  | Match pour la troisième place  | Match pour la troisième place | Match pour la troisième place |                         |                         |                                 |                                 |                         |                         |                         |                         |
|  | Buckeyes d'Ohio State           | Buckeyes d'Ohio State           | 98                              | 98                              | Match pour la troisième place  | Match pour la troisième place  | Match pour la troisième place | Match pour la troisième place | le 8 mars à Lexington   |                         |                                 |                                 |                         |                         |                         |                         |
|  |                                 |                                 | Hilltoppers de Western Kentucky | Hilltoppers de Western Kentucky | 79                             | 79                             |                               |                               | le 12 mars à Louisville | le 12 mars à Louisville | le 12 mars à Louisville         | le 12 mars à Louisville         |                         |                         |                         |                         |
|  | Hilltoppers de Western Kentucky | Hilltoppers de Western Kentucky | Hilltoppers de Western Kentucky | Hilltoppers de Western Kentucky | 79                             | 79                             | 107                           | 107                           | le 12 mars à Louisville | le 12 mars à Louisville | le 12 mars à Louisville         | le 12 mars à Louisville         |                         |                         |                         |                         |
|  | Hilltoppers de Western Kentucky | Hilltoppers de Western Kentucky |                                 |                                 |                                |                                |                               | 107                           |                         |                         | Hilltoppers de Western Kentucky | Hilltoppers de Western Kentucky | 97                      | 97                      |                         |                         |
|  | Hurricanes de Miami             | Hurricanes de Miami             | 84                              | 84                              |                                |                                |                               |                               |                         |                         | Hilltoppers de Western Kentucky | Hilltoppers de Western Kentucky | 97                      | 97                      |                         |                         |
|  | Hurricanes de Miami             | Hurricanes de Miami             | 84                              | 84                              | Bobcats de l'Ohio              | Bobcats de l'Ohio              | 87                            | 87                            |                         |                         |                                 |                                 |                         |                         |                         |                         |
|  |                                 |                                 |                                 |                                 |                                |                                |                               |                               |                         |                         |                                 |                                 |                         |                         |                         |                         |

### Midwest
|  | Quarts de finale       | Quarts de finale       | Quarts de finale       | Quarts de finale      |                               |                               | Demi-finales                  | Demi-finales                  | Demi-finales           | Demi-finales           |                        |                        | Finale                 | Finale                 | Finale                 | Finale                 |
|  |                        |                        |                        |                       |                               |                               |                               |                               |                        |                        |                        |                        |                        |                        |                        |                        |
|  |                        |                        |                        |                       |                               |                               | le 11 mars à Manhattan        | le 11 mars à Manhattan        | le 11 mars à Manhattan | le 11 mars à Manhattan |                        |                        | le 12 mars à Manhattan | le 12 mars à Manhattan | le 12 mars à Manhattan | le 12 mars à Manhattan |
|  |                        |                        |                        |                       |                               |                               | le 11 mars à Manhattan        | le 11 mars à Manhattan        | le 11 mars à Manhattan | le 11 mars à Manhattan |                        |                        | le 12 mars à Manhattan | le 12 mars à Manhattan | le 12 mars à Manhattan | le 12 mars à Manhattan |
|  |                        |                        |                        |                       |                               |                               | le 11 mars à Manhattan        | le 11 mars à Manhattan        | le 11 mars à Manhattan | le 11 mars à Manhattan |                        |                        | le 12 mars à Manhattan | le 12 mars à Manhattan | le 12 mars à Manhattan | le 12 mars à Manhattan |
|  |                        |                        |                        |                       |                               |                               | le 11 mars à Manhattan        | le 11 mars à Manhattan        | le 11 mars à Manhattan | le 11 mars à Manhattan |                        |                        | le 12 mars à Manhattan | le 12 mars à Manhattan | le 12 mars à Manhattan | le 12 mars à Manhattan |
|  |                        |                        |                        |                       |                               |                               | le 11 mars à Manhattan        | le 11 mars à Manhattan        | le 11 mars à Manhattan | le 11 mars à Manhattan |                        |                        | le 12 mars à Manhattan | le 12 mars à Manhattan | le 12 mars à Manhattan | le 12 mars à Manhattan |
|  | Bearcats de Cincinnati | Bearcats de Cincinnati | 99                     | 99                    |                               |                               |                               |                               |                        |                        |                        |                        | le 12 mars à Manhattan | le 12 mars à Manhattan | le 12 mars à Manhattan | le 12 mars à Manhattan |
|  | Bearcats de Cincinnati | Bearcats de Cincinnati | 99                     | 99                    | le 7 mars à Chicago           |                               |                               |                               |                        |                        |                        |                        | le 12 mars à Manhattan | le 12 mars à Manhattan | le 12 mars à Manhattan | le 12 mars à Manhattan |
|  |                        |                        | Blue Demons de DePaul  | Blue Demons de DePaul | 59                            | 59                            |                               |                               |                        |                        |                        |                        | le 12 mars à Manhattan | le 12 mars à Manhattan | le 12 mars à Manhattan | le 12 mars à Manhattan |
|  | Blue Demons de DePaul  | Blue Demons de DePaul  | Blue Demons de DePaul  | Blue Demons de DePaul | 59                            | 59                            | 69                            | 69                            |                        |                        |                        |                        | le 12 mars à Manhattan | le 12 mars à Manhattan | le 12 mars à Manhattan | le 12 mars à Manhattan |
|  | Blue Demons de DePaul  | Blue Demons de DePaul  | le 11 mars à Manhattan |                       |                               |                               | 69                            | 69                            |                        |                        |                        |                        | le 12 mars à Manhattan | le 12 mars à Manhattan | le 12 mars à Manhattan | le 12 mars à Manhattan |
|  | Falcons de l'Air Force | Falcons de l'Air Force | 63                     | 63                    |                               |                               |                               |                               |                        |                        |                        |                        | le 12 mars à Manhattan | le 12 mars à Manhattan | le 12 mars à Manhattan | le 12 mars à Manhattan |
|  | Falcons de l'Air Force | Falcons de l'Air Force | 63                     | 63                    | Bearcats de Cincinnati        | Bearcats de Cincinnati        | 82                            | 82                            |                        |                        |                        |                        |                        |                        |                        |                        |
|  |                        |                        |                        |                       | Bearcats de Cincinnati        | Bearcats de Cincinnati        | 82                            | 82                            |                        |                        |                        |                        |                        |                        |                        |                        |
|  |                        |                        | Jayhawks du Kansas     | Jayhawks du Kansas    | 71                            | 71                            |                               |                               |                        |                        |                        |                        |                        |                        |                        |                        |
|  |                        |                        |                        |                       | 71                            | 71                            |                               |                               |                        |                        |                        |                        |                        |                        |                        |                        |
|  |                        |                        |                        |                       |                               |                               |                               |                               |                        |                        |                        |                        |                        |                        |                        |                        |
|  |                        |                        |                        |                       |                               |                               |                               |                               |                        |                        |                        |                        |                        |                        |                        |                        |
|  | Jayhawks du Kansas     | Jayhawks du Kansas     | 90                     | 90                    | Match pour la troisième place | Match pour la troisième place | Match pour la troisième place | Match pour la troisième place |                        |                        |                        |                        |                        |                        |                        |                        |
|  | Jayhawks du Kansas     | Jayhawks du Kansas     | 90                     | 90                    | Match pour la troisième place | Match pour la troisième place | Match pour la troisième place | Match pour la troisième place |                        |                        |                        |                        |                        |                        |                        |                        |
|  |                        |                        | Longhorns du Texas     | Longhorns du Texas    | 81                            | 81                            |                               |                               | le 12 mars à Manhattan | le 12 mars à Manhattan | le 12 mars à Manhattan | le 12 mars à Manhattan |                        |                        |                        |                        |
|  |                        |                        |                        |                       | 81                            | 81                            |                               |                               | le 12 mars à Manhattan | le 12 mars à Manhattan | le 12 mars à Manhattan | le 12 mars à Manhattan |                        |                        |                        |                        |
|  |                        |                        |                        |                       |                               |                               |                               | Blue Demons de DePaul         | Blue Demons de DePaul  | 67                     | 67                     |                        |                        |                        |                        |                        |
|  |                        |                        |                        |                       |                               |                               |                               | Blue Demons de DePaul         | Blue Demons de DePaul  | 67                     | 67                     |                        |                        |                        |                        |                        |
|  | Longhorns du Texas     | Longhorns du Texas     | 61                     | 61                    |                               |                               |                               |                               |                        |                        |                        |                        |                        |                        |                        |                        |
|  |                        |                        |                        |                       |                               |                               |                               |                               |                        |                        |                        |                        |                        |                        |                        |                        |

### Ouest
|  | Quarts de finale              | Quarts de finale              | Quarts de finale              | Quarts de finale              |                               |                               | Demi-finales         | Demi-finales         | Demi-finales                  | Demi-finales                  |                               |                               | Finale               | Finale               | Finale               | Finale               |
|  |                               |                               |                               |                               |                               |                               |                      |                      |                               |                               |                               |                               |                      |                      |                      |                      |
|  |                               |                               |                               |                               |                               |                               | le 11 mars à Seattle | le 11 mars à Seattle | le 11 mars à Seattle          | le 11 mars à Seattle          |                               |                               | le 12 mars à Seattle | le 12 mars à Seattle | le 12 mars à Seattle | le 12 mars à Seattle |
|  |                               |                               |                               |                               |                               |                               | le 11 mars à Seattle | le 11 mars à Seattle | le 11 mars à Seattle          | le 11 mars à Seattle          |                               |                               | le 12 mars à Seattle | le 12 mars à Seattle | le 12 mars à Seattle | le 12 mars à Seattle |
|  |                               |                               |                               |                               |                               |                               | le 11 mars à Seattle | le 11 mars à Seattle | le 11 mars à Seattle          | le 11 mars à Seattle          |                               |                               | le 12 mars à Seattle | le 12 mars à Seattle | le 12 mars à Seattle | le 12 mars à Seattle |
|  |                               |                               |                               |                               |                               |                               | le 11 mars à Seattle | le 11 mars à Seattle | le 11 mars à Seattle          | le 11 mars à Seattle          |                               |                               | le 12 mars à Seattle | le 12 mars à Seattle | le 12 mars à Seattle | le 12 mars à Seattle |
|  |                               |                               |                               |                               |                               |                               | le 11 mars à Seattle | le 11 mars à Seattle | le 11 mars à Seattle          | le 11 mars à Seattle          |                               |                               | le 12 mars à Seattle | le 12 mars à Seattle | le 12 mars à Seattle | le 12 mars à Seattle |
|  | Broncos de Santa Clara        | Broncos de Santa Clara        | 49                            | 49                            |                               |                               |                      |                      |                               |                               |                               |                               | le 12 mars à Seattle | le 12 mars à Seattle | le 12 mars à Seattle | le 12 mars à Seattle |
|  | Broncos de Santa Clara        | Broncos de Santa Clara        | 49                            | 49                            | le 8 mars à San Francisco     |                               |                      |                      |                               |                               |                               |                               | le 12 mars à Seattle | le 12 mars à Seattle | le 12 mars à Seattle | le 12 mars à Seattle |
|  |                               |                               | Golden Bears de la Californie | Golden Bears de la Californie | 69                            | 69                            |                      |                      |                               |                               |                               |                               | le 12 mars à Seattle | le 12 mars à Seattle | le 12 mars à Seattle | le 12 mars à Seattle |
|  | Golden Bears de la Californie | Golden Bears de la Californie | Golden Bears de la Californie | Golden Bears de la Californie | 69                            | 69                            | 71                   | 71                   |                               |                               |                               |                               | le 12 mars à Seattle | le 12 mars à Seattle | le 12 mars à Seattle | le 12 mars à Seattle |
|  | Golden Bears de la Californie | Golden Bears de la Californie | le 11 mars à Seattle          |                               |                               |                               | 71                   | 71                   |                               |                               |                               |                               | le 12 mars à Seattle | le 12 mars à Seattle | le 12 mars à Seattle | le 12 mars à Seattle |
|  | Bengals d'Idaho State         | Bengals d'Idaho State         | 44                            | 44                            |                               |                               |                      |                      |                               |                               |                               |                               | le 12 mars à Seattle | le 12 mars à Seattle | le 12 mars à Seattle | le 12 mars à Seattle |
|  | Bengals d'Idaho State         | Bengals d'Idaho State         | 44                            | 44                            | Golden Bears de la Californie | Golden Bears de la Californie | 70                   | 70                   |                               |                               |                               |                               |                      |                      |                      |                      |
|  | le 9 mars à Corvallis         |                               |                               |                               | Golden Bears de la Californie | Golden Bears de la Californie | 70                   | 70                   |                               |                               |                               |                               |                      |                      |                      |                      |
|  |                               |                               | Ducks de l'Oregon             | Ducks de l'Oregon             | 49                            | 49                            |                      |                      |                               |                               |                               |                               |                      |                      |                      |                      |
|  | Ducks de l'Oregon             | Ducks de l'Oregon             | Ducks de l'Oregon             | Ducks de l'Oregon             | 49                            | 49                            | 68                   | 68                   |                               |                               |                               |                               |                      |                      |                      |                      |
|  | Ducks de l'Oregon             | Ducks de l'Oregon             |                               |                               |                               |                               |                      |                      |                               |                               |                               |                               |                      |                      |                      |                      |
|  | Aggies de New Mexico State    | Aggies de New Mexico State    | 60                            | 60                            |                               |                               |                      |                      |                               |                               |                               |                               |                      |                      |                      |                      |
|  | Aggies de New Mexico State    | Aggies de New Mexico State    | 60                            | 60                            | Ducks de l'Oregon             | Ducks de l'Oregon             | 65                   | 65                   | Match pour la troisième place | Match pour la troisième place | Match pour la troisième place | Match pour la troisième place |                      |                      |                      |                      |
|  | le 7 mars à Provo             |                               |                               |                               | Ducks de l'Oregon             | Ducks de l'Oregon             | 65                   | 65                   | Match pour la troisième place | Match pour la troisième place | Match pour la troisième place | Match pour la troisième place |                      |                      |                      |                      |
|  |                               |                               | Utes de l'Utah                | Utes de l'Utah                | 54                            | 54                            |                      |                      | le 12 mars à Seattle          | le 12 mars à Seattle          | le 12 mars à Seattle          | le 12 mars à Seattle          |                      |                      |                      |                      |
|  | Utes de l'Utah                | Utes de l'Utah                | Utes de l'Utah                | Utes de l'Utah                | 54                            | 54                            | 80                   | 80                   | le 12 mars à Seattle          | le 12 mars à Seattle          | le 12 mars à Seattle          | le 12 mars à Seattle          |                      |                      |                      |                      |
|  | Utes de l'Utah                | Utes de l'Utah                |                               |                               |                               |                               |                      | 80                   |                               |                               | Utes de l'Utah                | Utes de l'Utah                | 89                   | 89                   |                      |                      |
|  | Trojans d'USC                 | Trojans d'USC                 | 73                            | 73                            |                               |                               |                      |                      |                               |                               | Utes de l'Utah                | Utes de l'Utah                | 89                   | 89                   |                      |                      |
|  | Trojans d'USC                 | Trojans d'USC                 | 73                            | 73                            | Broncos de Santa Clara        | Broncos de Santa Clara        | 81                   | 81                   |                               |                               |                               |                               |                      |                      |                      |                      |
|  |                               |                               |                               |                               |                               |                               |                      |                      |                               |                               |                               |                               |                      |                      |                      |                      |

### Final Four
Le Final Four se déroule à Daly City.
|  | Demi-finales                  | Demi-finales                  | Demi-finales                  | Demi-finales                  |                               |                       | Finale                     | Finale                     | Finale                     | Finale                     |
|  |                               |                               |                               |                               |                               |                       |                            |                            |                            |                            |
|  | le 18 mars à San Francisco    | le 18 mars à San Francisco    | le 18 mars à San Francisco    | le 18 mars à San Francisco    |                               |                       | le 19 mars à San Francisco | le 19 mars à San Francisco | le 19 mars à San Francisco | le 19 mars à San Francisco |
|  | Violets de NYU                | Violets de NYU                | 54                            | 54                            |                               |                       | le 19 mars à San Francisco | le 19 mars à San Francisco | le 19 mars à San Francisco | le 19 mars à San Francisco |
|  | Violets de NYU                | Violets de NYU                | 54                            | 54                            |                               |                       | le 19 mars à San Francisco | le 19 mars à San Francisco | le 19 mars à San Francisco | le 19 mars à San Francisco |
|  | Buckeyes d'Ohio State         | Buckeyes d'Ohio State         | 76                            | 76                            |                               |                       | le 19 mars à San Francisco | le 19 mars à San Francisco | le 19 mars à San Francisco | le 19 mars à San Francisco |
|  | Buckeyes d'Ohio State         | Buckeyes d'Ohio State         | 76                            | 76                            | Buckeyes d'Ohio State         | Buckeyes d'Ohio State | 75                         | 75                         |                            |                            |
|  | le 18 mars à San Francisco    |                               |                               |                               | Buckeyes d'Ohio State         | Buckeyes d'Ohio State | 75                         | 75                         |                            |                            |
|  |                               |                               | Golden Bears de la Californie | Golden Bears de la Californie | 55                            | 55                    |                            |                            |                            |                            |
|  | Bearcats de Cincinnati        | Bearcats de Cincinnati        | Golden Bears de la Californie | Golden Bears de la Californie | 55                            | 55                    | 69                         | 69                         |                            |                            |
|  | Bearcats de Cincinnati        | Bearcats de Cincinnati        |                               |                               |                               |                       |                            | 69                         |                            |                            |
|  | Golden Bears de la Californie | Golden Bears de la Californie | 77                            | 77                            |                               |                       |                            |                            |                            |                            |
|  | Golden Bears de la Californie | Golden Bears de la Californie | 77                            | 77                            | Match pour la troisième place |                       |                            |                            |                            |                            |
|  |                               |                               |                               |                               |                               |                       |                            |                            |                            |                            |
|  | le 19 mars à San Francisco    |                               |                               |                               |                               |                       |                            |                            |                            |                            |
|  | Violets de NYU                | Violets de NYU                | 71                            | 71                            |                               |                       |                            |                            |                            |                            |
|  | Violets de NYU                | Violets de NYU                | 71                            | 71                            |                               |                       |                            |                            |                            |                            |
|  | Bearcats de Cincinnati        | Bearcats de Cincinnati        | 95                            | 95                            |                               |                       |                            |                            |                            |                            |
|  | Bearcats de Cincinnati        | Bearcats de Cincinnati        | 95                            | 95                            |                               |                       |                            |                            |                            |                            |

## Récompenses

### Récompenses individuelles
- NCAA Tournament Most Outstanding Player :  Jerry Lucas (Buckeyes d'Ohio State)
- UPI College Football Player of the Year :  Oscar Robertson (Bearcats de Cincinnati)
- USBWA Player of the Year :  Oscar Robertson (Bearcats de Cincinnati)
- Sporting News Player of the Year :  Oscar Robertson (Bearcats de Cincinnati)
- Helms Foundation Player of the Year :  Oscar Robertson (Bearcats de Cincinnati)
- NIT Most Valuable Player :  Lenny Wilkens (Friars de Providence)
- Premier et deuxième cinq majeurs :

| Meilleur cinq majeur de NCAA | Meilleur cinq majeur de NCAA | Meilleur cinq majeur de NCAA            | Deuxième cinq majeur de NCAA | Deuxième cinq majeur de NCAA | Deuxième cinq majeur de NCAA     |
| Position                     | Joueur                       | Équipe                                  | Position                     | Joueur                       | Équipe                           |
| ---------------------------- | ---------------------------- | --------------------------------------- | ---------------------------- | ---------------------------- | -------------------------------- |
| Meneur                       | Oscar Robertson              | Bearcats de Cincinnati                  | Meneur                       | Lenny Wilkens                | Friars de Providence             |
| Arrière                      | Jerry West                   | Mountaineers de la Virginie-Occidentale | Arrière                      | Roger Kaiser                 | Yellow Jackets de Georgia Tech   |
| Ailier                       | Jerry Lucas                  | Buckeyes d'Ohio State                   | Ailier                       | Lee Shaffer                  | Tar Heels de la Caroline du Nord |
| Ailier fort                  | Tom Stith                    | Bonnies de Saint Bonaventure            | Ailier fort                  | Tony Jackson                 | Red Storm de Saint John          |
| Pivot                        | Darrall Imhoff               | Golden Bears de la Californie           | Pivot                        | Terry Dischinger             | Boilermakers de Purdue           |